# Heike Friedrich

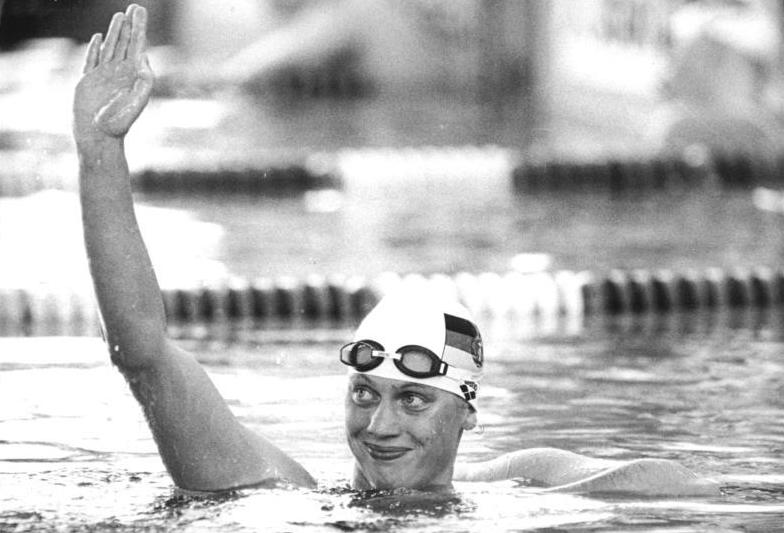
Heike Friedrich (1988).

Heike Friedrich (Glauchau, 18 april 1970) is een voormalig internationaal topzwemster uit Oost-Duitsland, die in 1988 namens de toenmalige DDR de olympische titel won op de 200 meter vrije slag bij de Olympische Spelen in Seoel. Bovendien legde Friedrich in de hoofdstad van Zuid-Korea beslag op de zilveren medaille op de 400 vrij.

1968: Debbie Meyer ·
1972: Shane Gould ·
1976: Kornelia Ender ·
1980: Barbara Krause ·
1984: Mary Wayte ·
1988: Heike Friedrich ·
1992: Nicole Haislett ·
1996: Claudia Poll ·
2000: Susie O'Neill ·
2004: Camelia Potec ·
2008: Federica Pellegrini ·
2012: Allison Schmitt ·
2016: Katie Ledecky ·
2020: Ariarne Titmus ·
2024: Mollie O'Callaghan